# John L. Broome
John Lloyd Broome (* 1824 in New York City; † 1898 in Binghamton, Broome County, New York) war ein Offizier in dem United States Marine Corps während des Mexikanisch-Amerikanischen Krieges und des Amerikanischen Bürgerkrieges. Ferner war er der Enkel vom Vizegouverneur John Broome.

## Werdegang
Broome erhielt 1848 sein Offizierspatent zum Second Lieutenant im Marine Crops. Seine vierzigjährige Dienstzeit schließt die Kampfhandlungen in Veracruz, Alvarado und Laguna del Carmen, Mexiko 1848 ein. Als Senior Marineoffizier der West Golf Blockadeschwadron spielte er eine markante Rolle in der Eroberung von New Orleans und allen Gefechten der Schwadron auf dem Mississippi River. Er wurde zweimal verwundet, wobei in der zweiten Schlacht um Vicksburg schwer.
Lieutenant Colonel Broome ging am 8. März 1888 in den Ruhestand und starb 1898 bei Binghamton, wo er auch beigesetzt wurde.

## Ehrungen
Die USS Broome (DD-210) wurde nach ihm benannt.